# Prosper Duvergier de Hauranne
Prosper Duvergier de Hauranne (ur. 3 sierpnia 1798 w Rouen, zm. 19 maja 1881 Herry) – dziennikarz i polityk francuski.
Członek stronnictwa doktrynerów. Współpracował z czasopismami Globe, Revue française i Revue des deux mondes. W 1870 wszedł do Akademii Francuskiej. Autor „Histoire du gouvernement parlamentaire en France de 1814-48”. Ojciec Ernesta Duvergier de Hauranne.